# Amoraster
Amoraster is een geslacht van uitgestorven zee-egels uit de familie Maretiidae.

## Soorten
- Amoraster paucituberculata McNamara & Ah Yee, 1989 † Midden- en Laat-Mioceen, Australië.
- Amoraster tuberculata McNamara & Ah Yee, 1989 † Vroeg-Mioceen, Australië.